# Історія Лесото
Лесото  -   невелика   держава   на  півдні   Африки.   Її  писана   історія   не   така   вже  й    велика.   Народи   банту  прийшли   на   цю  територію   в   17  ст.  У   19  ст.   її  намагались   захопити   бури,  а  потім   вона   стала   протекторатом   Британії.  1966 р.  вона   стала   незалежною   державою.

## Доєвропейський період
До   появи   на  території  Лесото   племен   банту   тут  мешкали   нечисленні   кочові   племена  санів (бушменів)   і   койкоїнів (готтентотів).   У   17  ст.  під  тиском   банту,  котрі   рухались  з  півночі,  сани   були   витіснені  в  пустельні   райони   Калахарі   та  високогірні   райони   сучасної   Лесото,   койкоїни   переселились  на   південь  і   південний   захід.   Предки   сучасного   населення  Лесото  -  суто  і   нгуні   розселились   на   території  від  Драконових гір   до   пустелі   Калахарі.    Нгуні   осіли   на   узбережжі   Натала,   а   племена   південних   суто  в  кінці   17  ст.   зайняли   долину  р.Каледон  і   передгір'я  Малуті.   Суто   були   розділені   на   багато  різних   дрібних   племен,   їх  основним   заняттям   було  скотарство.    На   початку   19  ст.,   коли  у  нгуні    вивищився   рід   зулу,   бойові   загони   якого   здійснювали  спустошливі   рейди   по   долині   Каледону,   вождь  квена (одного   з   племен  суто)    Мошвешве I   у  1823 р.   привів   свій   народ  на   гору   Таба-Мосіу,   перетворивши  її   на   неприступну  фортецю.   Мошвешве I (Мошеш I)   об'єднав  під   своєю   владою   розрізнені   бантумовні   племена,  що   відійшли  в   гори  під   натиском   зулу.   До   40-х  років   19 ст.   територія,   яку   об'єднав   Мошвешве,  більш   ніж   удвічі   перевищувала  територію   сучасного   Лесото.

## Протекторат

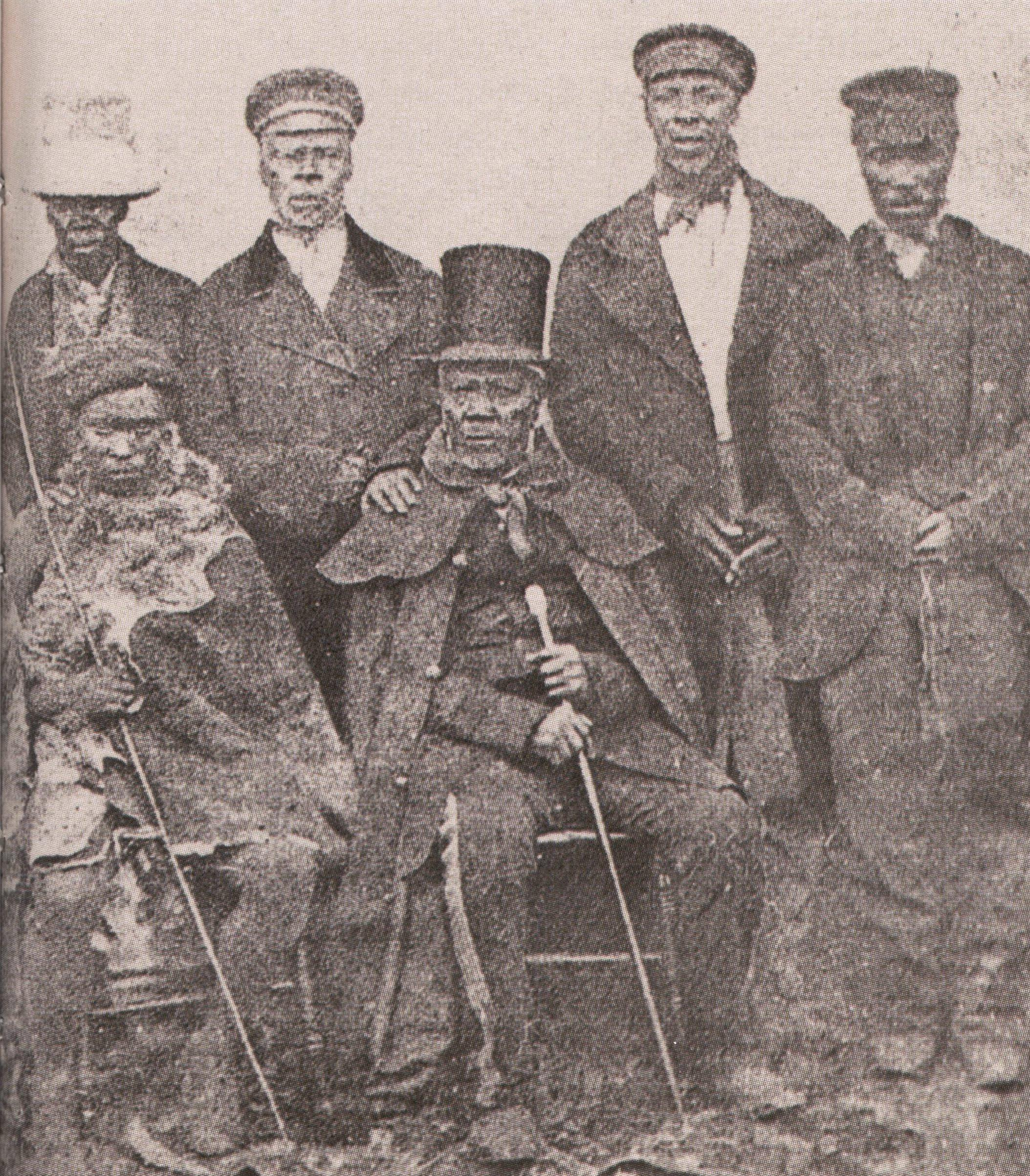
Король Мошеш I з міністрами

Наприкінці   30-х  років  19  ст.   під   час   Великого треку   почались  безперервні   сутички   суто   з   бурськими   переселенцями.   У   1842 Мошвешве I   вперше   звернувся  по  допомогу  проти   бурів   до   британської   влади   Капської колонії.   В  результаті   в   жовтні   1843  між   Мошешем   і  губернатором  Капської  колонії   було   підписано  угоду,   за   якою   Мошеш   визнавався   «другом  і 
союзником»  англійців.   1848 Велика Британія  оголосила   свій  протекторат  над землями   суто  під  приводом   забезпечення   миру   на  кордонах   колонії.   Проти   суто   вони   спрямували    кілька  каральних  експедицій.   Однак   перемога  армії   Мошеша  в   битві  під  Береа   у  1852 р.   дозволила   укласти  в  грудні   1852   договір   про   перемир'я,  за  яким    британський  суверенітет   в   країні   суто  скасовувався.    1865  р.  бури   почали   війну   проти  суто   і  через   кілька  років   завоювали  більшу   частину   їх  земель.   Британська  влада  Капської  колонії  погодилась  надати  допомогу    африканцям   лише за  умови  встановлення   своєї  влади  над   суто.   У   1868   земля   південних   суто   остаточно   стала   британським   протекторатом   Басутоленд.   1871  р.   без   згоди   верховного   вождя  суто   Летсіє I   Басутоленд  був   включений  на  правах резервата  до  складу  Капської  колонії.   Був   запроваджений   подушний  податок,  для    виплати  котрого  суто   мусили   відправлятися   на  роботу  на  британські  золоті   копальні.   Далі  губернатор  Капської колонії  видав   наказ   про   здачу   суто   вогнепальної   зброї   британцям.   Відмова  Летсіє   виконати  цю   постанову  призвело   до  збройного   конфлікту  1879 - 1881 рр.  Згідно  договору  1881 р.   суто   дозволили  зберегти  їхню   зброю,  але   Басутоленд   був  поставлений  під  управління    верховного  комісара  В.Британії  в  Південній Африці,  котрого  в   протектораті  представляв  комісар-резидент.
1903  британська   влада   створила  в   Басутоленді  Національну  раду,  що  складалася  з   місцевих   вождів  і  виконувала   функцію   дорадчого  органу   при  комісарі-резиденті.   Протекторат  став  джерелом   робочої  сили  для   промисловості   ПАС.   1952  була   створена   перша  політична  партія   країни  -   Африканський  конгрес  Басутоленда.   В  наступні   роки  кількість   нових  партій   зростала.   Вони   вимагали   від  Британії   надання   самоуправління   суто.   У   1965 р.  вступила   в  дію  конституція,  згідно   якої   Басутоленд   отримав  внутрішнє  самоврядування.   Відбулись   перші   загальні  вибори  в   парламент,   на  яких   перемогла  Національна партія,   а   її   лідер  -  Леабуа Джонатан  став  прем'єр-міністром.

## Незалежність
4 жовтня 1966 р.  Басутоленд  отримав   незалежність  і    став   називатись   Королівством  Лесото.    1970 р.  в   країні   були  проведені   загальні   вибори,  на  яких  перемогла   опозиційна  партія  -  Партія  конгресу  басуто.  У  цій   ситуації  Л.Джонатан   запровадив   надзвичайний  стан,  анулював   результати   виборів  і  призупинив   дію   конституції.  В   країні  встановився   авторитарний   режим   Джонатана.   Король   Мошеш II  грав  лише  номінальну  роль   в  державі  та  не  втручався  в  політичні  події.    20 січня 1986  в  країні   відбувся  військовий  переворот,  який  усунув  Джонатана  від   влади.  До  влади  прийшла  військова  рада  на  чолі  з  Джастіном  Лекганья.   Керування   військових  тривало  до  1993 р.,  коли   були   проведені   нові   багатопартійні   вибори.   Прем'єр-міністром  став  цивільний   Нтсу Мохеле.  Однак  напруженість   між   урядом  та  опозицією   викликала  нову  політичну  кризу.   17 серпня 1994   король   Летсіє III   розігнав  уряд  і   призупинив  чинність  конституції.  14 вересня  уряд   було  відновлено,  а  королівський  престол   25 січня 1995  син  Летсіє  повернув  батькові  Мошвешве II.   Той   загинув   15 січня 1996  в  автокатастрофі,  а  Летсіє III   7 лютого   знову  зайняв  престол.    До  коронації,   що   відбулась   31 жовтня 1997,   регентом була  його  мати  Ма Мохато.
Після  чергових  парламентських  виборів   1998 р.  в  країні  знову  виникла  політична  криза  між   новим  урядом  на  чолі   з   Мосісілі   та  опозицією.  Почались  збройні  зіткнення.  Однак   втручання  військових  контингентів  ПАР  і  Ботсвани  у  вересні  1998 р.   припинило  сутички.
18 лютого 2000 р.  37-річний  король  Летсіє  нарешті  взяв  шлюб  із  красунею-студенткою (простолюдинкою за походженням).